# Влахина
 Тази статия е за планината.  За реката в Пирин вижте Влахина река.  
Вла̀хина или Влайна (на македонска литературна норма: Влаина, от 29 юни 1942 до 5 януари 1946 година Пастуша) е гранична планина между България и Северна Македония, част от Осоговско-Беласишката планинска група. В България е разположена на територията на две области – Благоевградска и Кюстендилска.

## Име
Името на планината е с етимология от влах. През 1942 година при вълната на преименуване на топонимите във възвърнатата от Румъния Южна Добруджа името Влахина е сметнато за прекалено румънско и е сменено на Пастуша, но през 1946 година историческото ѝ име е възстановено.

## Географска характеристика

### Географско положение, граници
Планината се простира от север на юг на около 50 km, а ширината ѝ варира от 12 km на север до 30 km на юг. По билото ѝ между гранични пирамиди от № 53 до № 76 преминава участък от държавната граница между България и Северна Македония. По-голямата част от планината остава на българска територия. Разположена е между долините на реките Струма и Брегалница (ляв приток на Вардар), които я отделят съответно от планините Рила и Пирин на изток и Голак и Плачковица на запад. На северозапад долината на река Елешница (десен приток на Струма) и притока ѝ Речица и седловината Черната скала (930 m) я отделят от Осоговска планина, на север – Скринският пролом на река Струма я отделя от Конявска планина, а на юг долината на Сушичка река (десен приток на Струма) и седловината Седлото (Четало, 1619 m) – от Малешевска планина. Най-северната ѝ част, заключена между долините на реките Струма и десните ѝ притоци Елешница и Копривен носи името Руенска планина с най-висока точка връх Руен (1134,2 m).

### Природни особености
Билото на планината е заравнено, а склоновете ѝ на изток са полегати, а на запад в македонска територия – по-стръмни. Най-високата ѝ точка е връх Огреяк (Кадиица, 1924,1 m), издигащ се в най-южната ѝ част, в близост до седловината Седлото. Изградена е предимно от напукани, на места смлени метаморфни скали (гнайси, амфиболити), но също от диорити, гранитогнайси, варовици, мергели и други. Северно от село Брестово е разположен малко известният скален феномен Коматински скали.
Климатът на планината преходноконтинентален с планинска разновидност. Източните (български) части на планината се отводняват от десните притоци на Струма – Копривен, Логодашка река, Стара река и др., а западните – от десните притоци на Брегалница. Преобладаващите почви са излужени канелени горски. Растителността в планината е сравнително бедна. По-голямата част от склоновете до 700 – 800 m са заети предимно от келяв дъб и сухолюбива храстова и тревна растителност. Срещат се площи заети от ясен, явор, габър и насаждения от черен бор. Високите части са заети от бук, високопланинска тревна растителност и хвойнови храсти. Развива се горското стопанство и животновъдството.

## Селища, исторически забележителности
Общо на територията на двете страни в планината и по нейните подножия са разположени 4 града и 48 села:
- В България – 2 града и 33 села:
  - Област Благоевград – Брестово, Бучино, Българчево, Габрово, Дебочица, Докатичево, Дренково, Железница, Зелендол, Клисура, Лешко, Лисия, Логодаж, Мощанец, Обел, Падеш, Покровник, Селище, Симитли, Сухострел и Тросково.
  - Област Кюстендил – Бобошево, Боровец, Бураново, Ваксево, Доброво, Драгодан, Друмохар, Крумово, Пастух, Скрино, Фролош, Църварица, Цървище и Четирци
- В Северна Македония – 2 града и 15 села – Вирче, Габрово, Град, Делчево, Дзвегор, Негрево, Нов Истевник, Панчарево, Пехчево, Робово, Смоймирово, Стамер, Стар Истевник, Тработивище, Умлена, Църник и Чифлик.

В най-северната (Руенска планина) и най-южната част на планината са разположени три православни манастира:
- В северната част, над Скринския пролом на река Струма – манастирите „Свети Иван Рилски“ (в близост до село Скрино) и Бобошевския манастир;
- В най-южната част, в долината на Стара река (приток на Струма) – Тросковският манастир (в близост до село Тросково).

## Транспорт
На българска територия през планината и по нейните подножия преминават участъци от три пътя от Държавната пътна мрежа:
- По северното ѝ подножие, през Скринския пролом на река Струма, от град Бобошево до село Четирци, на протежение от 24,1 km – целият участък от третокласен път № 104;
- През средата на планината, от изток на запад, през Делчевския проход, от село Зелендол до ГКПП „Станке Лисичково“, на протежение от 23 km – участък от третокласен път № 106 Благоевград – ГКПП „Станке Лисичково“ – Делчево в Северна Македония.
- По цялото ѝ северозападно подножие, по долината на река Елешница и притока ѝ Речица, от село Четирци до седловината Черната скала, на протежение от 27,7 km – участък от третокласен път № 622 Невестино – ГКПП „Невестино“ – Делчево в Северна Македония. Участъкът от пътя в района на границата, както и ГКПП не са изградени и пътят представлява полски (горски) път.

## Топографска карта
- Лист от карта K-34-70. Мащаб: 1 : 100 000.
- Лист от карта K-34-71. Мащаб: 1 : 100 000.
- Лист от карта K-34-82. Мащаб: 1 : 100 000.
- Лист от карта K-34-83. Мащаб: 1 : 100 000.